# Shell Oil Company
A Shell Oil Company é a subsidiária nos Estados Unidos da Royal Dutch Shell, uma multinacional petrolífera de origem anglo-holandesa, que está entre as maiores empresas petrolíferas do mundo. Aproximadamente 22 000 funcionários da Shell trabalham nos Estados Unidos. A sede no país está localizada em Houston, Texas. A Shell Oil Company, incluindo suas empresas consolidadas e sua participação em empresas de capital, é uma das maiores produtoras de petróleo e gás natural dos EUA.

A Shell é líder de mercado através de aproximadamente 25 000 postos com a marca de gás nos Estados Unidos, que também servem como presença mais visível para o público. A Shell Oil Company é um parceiro 50/50 com a estatal petrolífera da Arábia Saudita Saudi Aramco da Motiva Enterprises, uma empresa de refino e marketing conjunto que possui e opera três refinarias de petróleo na costa do Golfo dos Estados Unidos. Ela também detém 80% de uma empresa de exploração chamada Pecten que explora várias localizações em mar aberto, incluindo a bacia de petróleo perto de Douala, Camarões, em cooperação com a estatal francesa Elf Aquitaine.

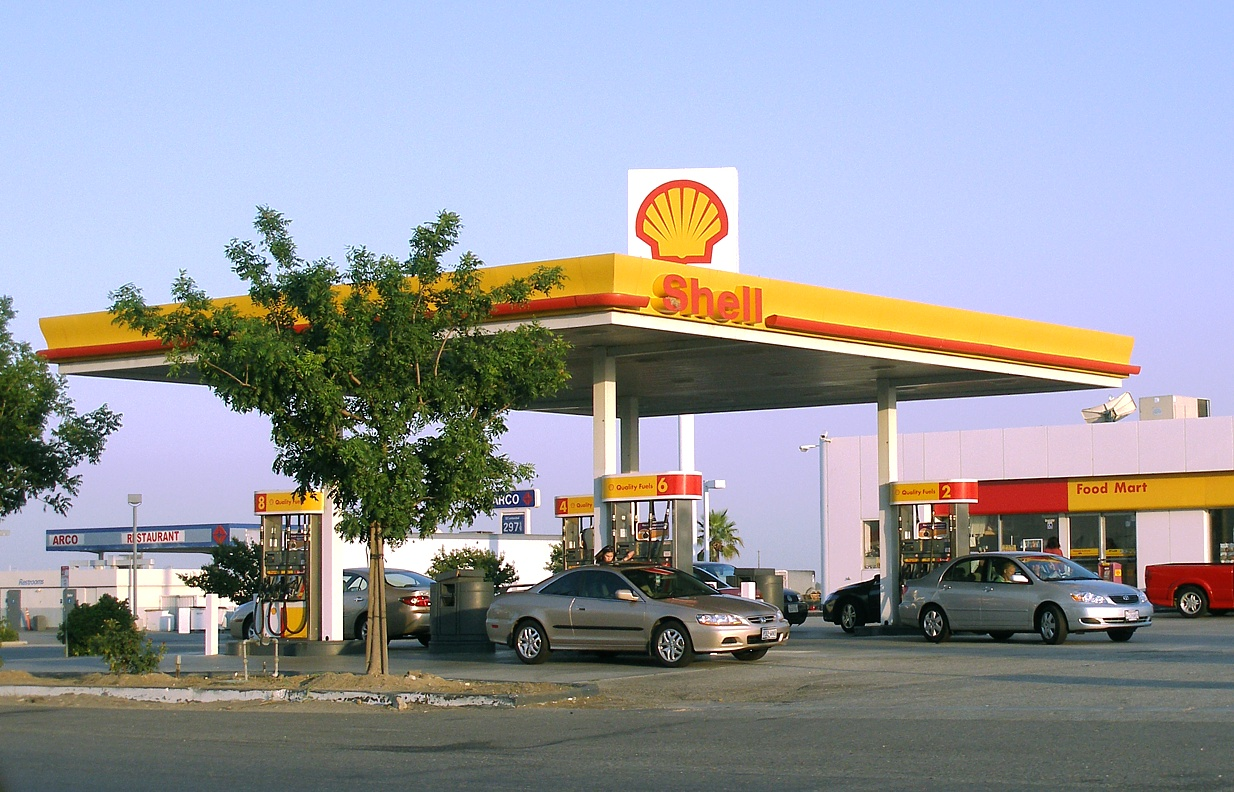
Posto de gasolina da Shell nos Estados Unidos.